# Burns (Wisconsin)
Burns es un pueblo ubicado en el condado de La Crosse en el estado estadounidense de Wisconsin. En el Censo de 2010 tenía una población de 947 habitantes y una densidad poblacional de 7,56 personas por km².

## Geografía
Burns se encuentra ubicado en las coordenadas 43°58′3″N 90°57′32″O / 43.96750, -90.95889. Según la Oficina del Censo de los Estados Unidos, Burns tiene una superficie total de 125.2 km², de la cual 125.2 km² corresponden a tierra firme y (0%) 0 km² es agua.

## Demografía
Según el censo de 2010, había 947 personas residiendo en Burns. La densidad de población era de 7,56 hab./km². De los 947 habitantes, Burns estaba compuesto por el 97.78% blancos, el 0% eran afroamericanos, el 0.21% eran amerindios, el 1.8% eran asiáticos, el 0% eran isleños del Pacífico, el 0% eran de otras razas y el 0.21% pertenecían a dos o más razas. Del total de la población el 0.21% eran hispanos o latinos de cualquier raza.